# 松島トモ子
松島 トモ子（まつしま ともこ、本名：松島 奉子（読みは同じ）、1945年（昭和20年）7月10日 - ）は、日本の女優、歌手、タレント。現在、毒蝮三太夫が所属する、まむしプロダクションと業務提携をしている。

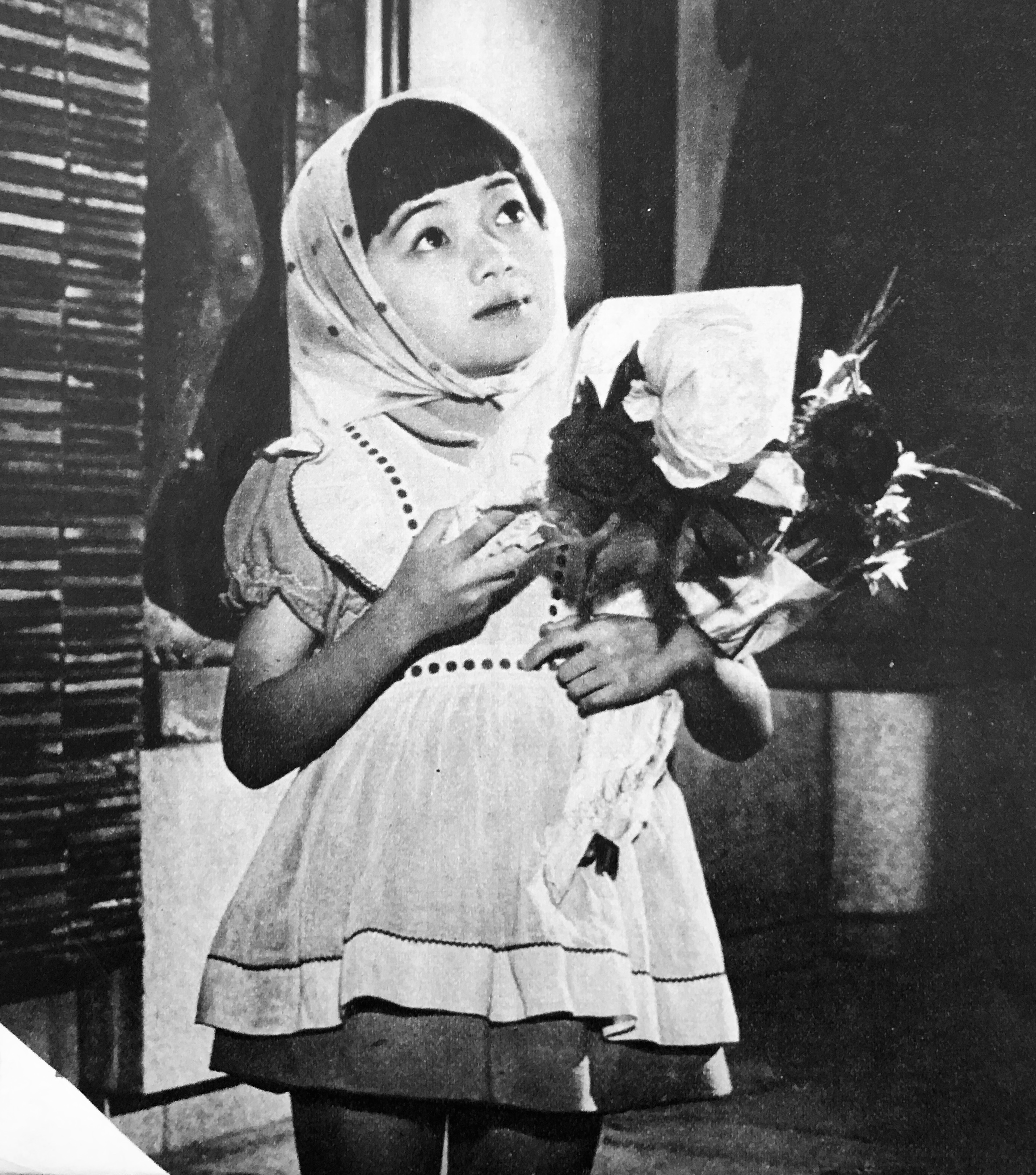
1955年（昭和30年）

満洲国奉天（現・瀋陽市）生まれ。東京都目黒区育ち。目黒区立東根小学校を経てザ・マスターズ・ハイスクール卒業。現在も東京都在住。

## 略歴
三井物産に勤める父の仕事の関係で満洲国に母と移住した後、1945年に松島が生まれた。本名の奉子は生誕地の奉天に帰する。生後まもなく満洲国からの引き揚げを体験。
乳児期に「くる病」にかかって右脚が曲がり、脚の矯正のため3歳から石井漠舞踊研究所に入門し、バレエを始める。
映画館の劇場ニュースにて、石井門下の子どもたちが「小さな豆バレリーナ」としてとりあげられたところ、そこに映っていたトモ子を阪東妻三郎がスカウト。
1949年（昭和24年）、阪東が出演する東横映画『獅子の罠』に出演し、わずか4歳で芸能界デビュー。このほか、嵐寛寿郎主演の時代劇『鞍馬天狗』（杉作）、大友柳太郎との『丹下左膳』（ちょび安）、江利チエミとの『サザエさん』（磯野ワカメ）など多くの映画に出演、80本の映画で主演を務めた。
歌手としても米山正夫門下となり、1953年（昭和28年）、コロムビアより「村の駅長さん/風にゆれるレイの花」でデビュー。その後も、「三匹の子豚」（ディズニーの「狼なんか怖くない」のカバー）、「雨に唄えば」などを吹き込み、「杉作太鼓」、「悦ちゃん」、「ワカメちゃん」、「怪傑黒頭巾」、「赤いカンナの花咲けば」など映画主題歌や挿入歌を吹き込んだ。
少女雑誌『少女』では、表紙を10年間一人で務め、芸能雑誌『平凡』でも雑誌モデルを務めた。このように子役として活躍したが、当時松島母子の身近には子役活動に否定的な人がいたり、本人も食べていくために子役として活動していたなど複雑な思いもあったという。

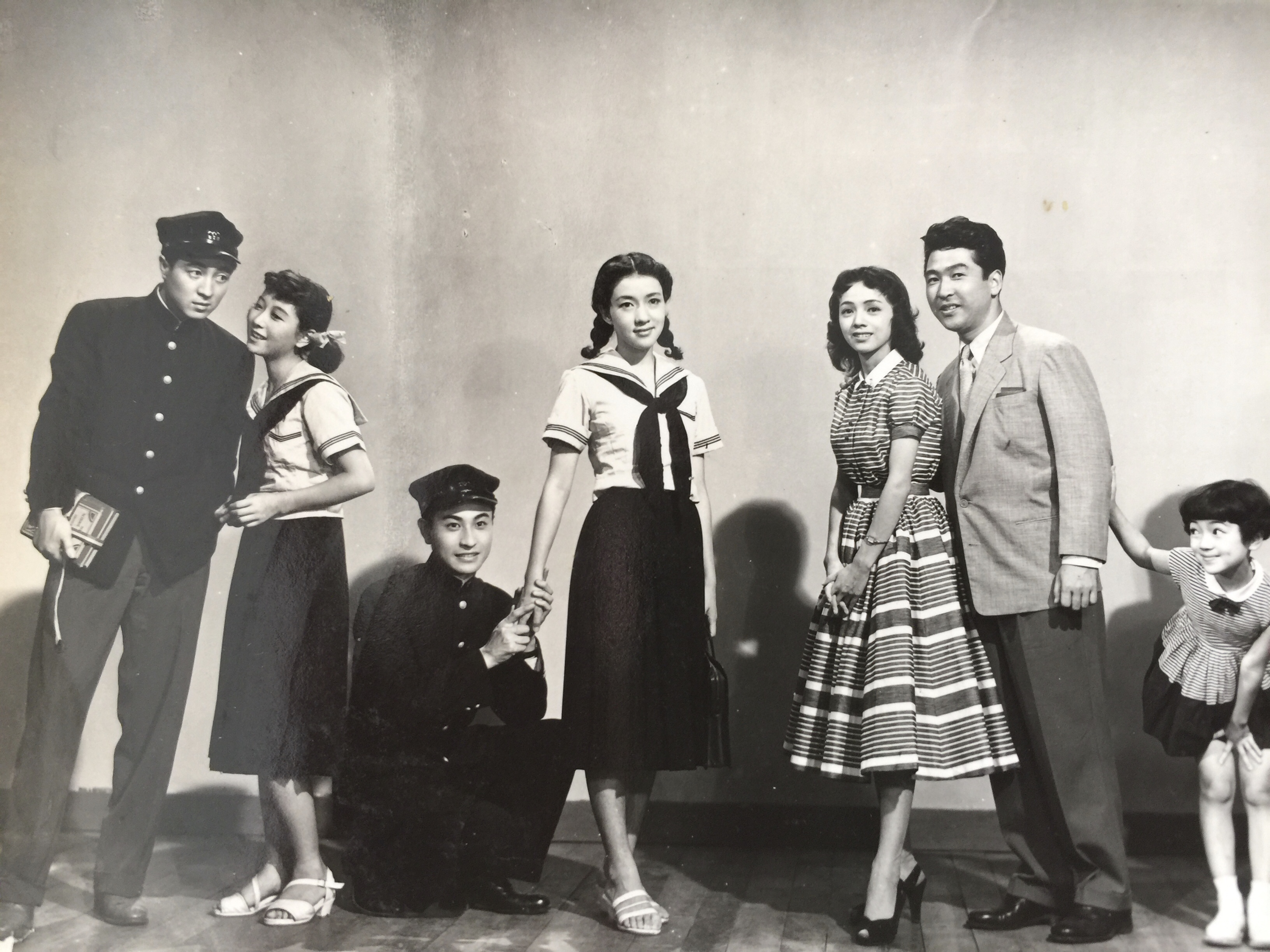
映画『やがて青空』右端、松島（1955年）

大東学園高等学校在学中に渡米。ザ・マスターズ・ハイスクールに2年間留学し、マーサ・グラハムのダンス・スクールから奨学金を貰い、研修し、帰国。
帰国後はミュージカル、ラジオ、パーソナリティ、CMでは江利チエミの後任として石垣食品のミネラル麦茶、『ひょっこりひょうたん島』の声優などで活躍を見せた。
松島が70歳の時に母が認知症を発症し5年5カ月の介護生活を余儀なくされた。

## エピソード

### 巣鴨プリズン慰問
1950年（昭和25年）11月19日、5歳の松島は舞踏の師匠石井漠らと共に、当時第二次世界大戦の戦犯の収容施設であった巣鴨プリズンの鈴木英三郎所長から、収容所近くの米軍専用の劇場に招かれ慰問した。司会者が、三井物産のタイのハジャイ出張所所長であった松島の父・高橋健が奉天で召集をうけたのちシベリアに抑留され生死も不明で、松島は母と二人でかろうじて帰国したことを紹介すると、会場は静まり返った（後日、父はナホトカ郊外の収容所で1945年（昭和20年）10月29日に死亡していたことが判明）。続いて法被姿に鉢巻をしめ大きな目をした少女の松島が現れ、洋舞「かわいい魚屋さん」を踊った。並んだ約1千名の戦犯らは涙を流して深く感動し、何度もアンコールし、彼女もそれに応えた。

### 2度の猛獣襲撃事故
1986年（昭和61年）の41歳の時に日本テレビ『TIME21』の撮影でケニアを訪れて、10日の間にライオンとヒョウに立て続けに2度襲われ、帰国後にギプス姿で記者会見して話題になった。1月28日にジョイ・アダムソン（『野生のエルザ』の作者）の夫であるジョージ・アダムソンと共にナイロビのコラ動物保護区でエルザの子孫でジョージによりラクダの肉で餌付けされ人に慣れた雌ばかり7頭らライオンの群れと接触し子ライオンと戯れていたところ、ジョージがキャンプとの無線で松島とライオン達から目を離した隙にその子ライオンの母親に襲われ、松島は宙に飛び10メートルほど引きずられサファリスーツはズタズタ、首や太腿に全治10日の怪我を負う（目を離していたジョージは耳が遠く助けに行くのが遅れた）。その際にジョージにより松島は助けられた。このとき周りには複数のライオンがいたが、攻撃を加えたのは一頭のみである。
10日の入院予定だったが3日で退院して仕事を再開、再び別の動物保護区を訪れ、万全の態勢でロケに挑むが、10日後の2月7日に保護区のスタッフで責任者のトニー・フィッツジョンと共にこの保護区で飼育されている雌ヒョウの｢コムンユ｣を見に、周りを高い柵で囲われた施設に行った。施設の外に出たところ、そのヒョウが夜陰に乗じて柵を跳び越えて待ち伏せており、迂闊にも目を合わせてしまった松島に体当たりで奇襲してきた。奇襲を受けて地に倒された松島はそのまま首を噛み付かれ、なおかつ持ち上げられた。このとき骨がガリガリと囓られる音が聞こえ、「死んだ」と思ったという。これは、松島の隣にいたこのヒョウの飼い主のトニーが、松島と親しくしているように見えたためヒョウが嫉妬したと考えられている。また、松島の目が大きいのも襲われる理由だと後で言われた。
この後、松島は救助隊に救急ヘリを要求したが、「夜間の飛行は危険」との理由で拒否されてしまう。結局、朝まで止血しながら耐える羽目になり、その後、朝になり救急ヘリが到着し、ようやく病院に運ばれ、第四頚椎粉砕骨折という診断を受けたが、ヒョウの噛む位置があと1ミリずれていたら松島は間違いなく死んでいただろうとされる。第四頚椎粉砕骨折は後遺症も無く生還するのが奇跡と言われており（高確率で死亡。良くても首から下が動かなくなる程の後遺症が残る）、松島の症例はニューヨークの学会で発表されたほどである。
ヒョウに襲われた後も撮影を続けて、2月17日に帰国、コルセットをつけて記者会見に臨み「それでも動物が好き」とコメントした。このときに撮影された映像は3月31日に「それでも私はライオンが好き」と題して『TIME21』で放送された。
この事故が発生する前、1986年の元日に松島からアナウンサーの伊藤勉に送られてきた年賀状には、仕事でアフリカに行く予定である旨が書かれていると同時に、「ライオンに食べられないように祈って下さいませ。またお目にかかれますように」とも書かれていた。後年、この件について伊藤は「まさか本当にあんな事件が起こるとは思ってませんでしたから、笑って軽く読み流したんです。あの時は本当に私の祈りが足らなかったのではないかと悔やみました」と語った。一方、松島本人は、年賀状の効果はなかったのではないかと問われた際に「いいえ、ありましたよ。あれを書いていなかったら命があったかどうか。皆さんの祈りが通じて、噛まれただけですんだんだと思います」と返答している。
後年永六輔の番組にゲスト出演した際、永が「今日のスペシャルゲスト、ライオンの餌・松島トモ子！」と松島を紹介、その時は驚きのあまりステージの袖で立ちすくんだものの観客は大受けし、松島自身もその後この「ライオンの餌」が気に入ったフレーズになっており、自身の公式ブログのタイトルにも用いられている。

## その他
私生活では幼い頃から母親と支え合うように暮らしてきたため、周りから「一卵性母子」と呼ばれるほど仲が良かった。また、長年に渡って家事全般は全て家政婦にしてもらっており、2021年に母を亡くしたことで77歳にして生まれて初めて一人暮らしとなったが、現在もお手伝いさんに週5日来てもらい家事をしてもらっている。
ある年の浅草寺の豆まきに陸上競技指導者の瀬古利彦と共にゲストに招かれ、これが縁で交流するようになった。瀬古の方が年下だが「お兄ちゃん」と呼び慕い、時々食事に行くなどしている。瀬古からは「上品で独特の雰囲気がある人なんだけど、ふわふわとして何を喋りだすかわからない。目がものすごく大きいし、ちょっと宇宙人みたいな所がある人（笑）」と評されている。

## 主な出演

### 映画
- 母子船（1951年） - ミチ子
- 呼子星（1952年） - 前田みどり
- 母山彦（1952年） - 洋子
- 巣鴨の母（1952年） - 雪子
- 母の瞳（1953年） - たま子
- 母恋人形（1954年） - トシ子
- あんみつ姫（1954年） - すみれ

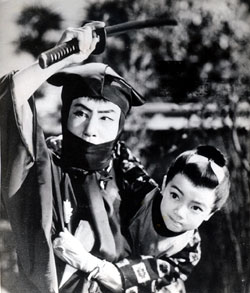
『鞍馬天狗 御用盗異変』(1956） 左は嵐寛寿郎

- たん子たん吉珍道中（3部作）（1954年） - たん子
- 赤いカンナの花咲けば（1955年） - トモ子
- 水戸黄門漫遊記　火牛坂の悪鬼（1955年） - 妙姫
- 鞍馬天狗 御用盗異変 (1956年) - 杉作
- サザエさん（1956年） - 磯野ワカメ
- 続・サザエさん（1957年） - 磯野ワカメ
- サザエさんの青春（1957年） - 磯野ワカメ
- サザエさんの婚約旅行（1957年） - 磯野ワカメ
- 大学の侍たち（1957年） - 中島正子
- 月光仮面（1958年）
- 空中サーカス　嵐を呼ぶ猛獣（1958年）
- 快傑黒頭巾 爆発篇（1959年） - 友之助
- 危うし!快傑黒頭巾（1960年） - 彩生
- 右門捕物帖 南蛮鮫（1961年） - 妙姫
- 安寿と厨子王丸（1961年） - あや姫[13]
- 若さま侍捕物手帖 お化粧蜘蛛（1962年）- お千代
- ちゃんばらグラフィティー 斬る!（1981年）
- テルマエ・ロマエII（2014年） - 峰子
- 松島トモ子 サメ遊戯（2024年）[14][15]

### ラジオドラマ
- ペスよおをふれ - ユリ（1958年8月 - 1959年9月、ラジオ東京）[16]

### テレビドラマ
- バルコの空想手帖 (1953年12月2日 - 1954年2月24日、NNN)[17]
- 悦ちゃん (1956年12月6日 - 、日本テレビ)[18]
- おまわりさん、敬礼！（1959年 - 1961年、FNN、フジテレビ）[19]
- 夕やけ天使（1960年8月7日‐1962年9月30日、KRテレビ）
- マンモス家族（1962年 - 1964年、フジテレビ） - 四女・いのり 役
- 新吾十番勝負 第13話「危機一発」（1966年、TBS / 松竹テレビ室） - 妙 役
- 変身忍者 嵐
- プリマダム - 高杉民江 役
- たったひとつの恋
- ロマンス
- みのもんたの人生相談デカ 〜おもいッきりテレビ殺人事件〜

### ラジオ
- おしゃべりクイズ疑問の館（NHKラジオ第1）
- いとしのオールディーズ（2009年12月4日、NHKラジオ第1）
- 日曜電リクパレード〜松島トモ子の180分ぐるぐるワイド〜（TBSラジオ。1970年代半ば、日曜日午後に放送。アシスタントはひなた康夫）
- 土曜電リクパレード（TBSラジオ）
- 土曜ワイドラジオTOKYO 永六輔その新世界（TBSラジオ、月1回のペースで出演）
- 六輔七転八倒九十分（TBSラジオ、月1回のペースで出演）
- いち・にの三太郎〜赤坂月曜宵の口（TBSラジオ） - ゲスト
- たまむすび（2017年10月19日、TBSラジオ） - ゲスト[20]
- 爆笑問題の日曜サンデー（2020年11月29日、TBSラジオ） - ゲスト
- 徳光和夫とくモリ！歌謡サタデー（2020年12月12日、ニッポン放送） - ゲスト

### バラエティー
- ドレミファ船長（NHK教育テレビ） - チャペ
- ハイヌーンショー（フジテレビ） - 司会
- ザ・ロンゲストショー（東京12チャンネル） - アシスタント
- にっぽんの歌（1974年7月、NETテレビ）- 司会
- にっぽんの歌（テレビ東京）
- 午後は○○おもいッきりテレビ（日本テレビ） - 不定期出演
- トリビアの泉（2004年1月21日、フジテレビ）
- クイズ☆タレント名鑑（2010年 - 2012年、TBS） - 準レギュラー
- クイズ☆スター名鑑（2016年 - 2017年、TBS） - VTR出演

### その他のバラエティー
- ママとあそぼう!ピンポンパン（1976年12月31日、フジテレビ）　-  『1976 ピンポンパン紅白歌合戦』の審査員。はしだのりひこと共に出演[21]。

### CM
- 石垣食品 フジミネラル麦茶 他（1982年 - ）
- かねてつ蒲鉾
- サンスター
- 三洋電機
- ジャックス
- 明星食品
- 森永製菓

#### ラジオ
- 独立行政法人平和祈念事業特別基金 恩給欠格者、戦後強制抑留者、引揚者のみなさんへ - 特別慰労品贈呈のお知らせ（2008年 - 2009年）

### テレビアニメ
- マジンガーZ（弓さやか〈1話 - 13話〉）
- まんがふるさと昔話

### 吹き替え
- アルプスの少女ハイジ (1952年の映画)（英語版）（日本公開当時の邦題は『アルプスの少女』）
- スヌーピーとチャーリーブラウン - サリー・ブラウン
- マペット・ショー - サンディ・ダンカン
- 学研 たのしいこども英語

### 人形劇
- ひょっこりひょうたん島 - マリー

### 舞台
- 絵本昔話狐嫁入（1988年、劇団すぎのこ） - おこん（声の出演）[22]

## 著書
- 『ニューヨークひとりぼっち ミュージカル留学記』集英社 1965年（昭和40年）. NCID BA3886773X
- 『母と娘の旅路』文芸春秋 1993年（平成5年）3月ISBN 978-4163472607
- 『車椅子でシャル・ウイ・ダンス』海竜社 1999年（平成11年）7月ISBN 978-4759305951
- 『ホームレスさんこんにちは』めるくまーる 2004年（平成16年）2月ISBN 978-4839701154
- 『老老介護の幸せ 母と娘の最後の旅路』飛鳥新社 2019年（令和元年）12月ISBN 978-4864107372

## ディスコグラフィ

### シングル
- レーベル
  - 1 - 42：日本コロムビア（1953年 - 1967年）
  - 43 - 45：東宝レコード（1971年 - 1972年）
  - 46：ポリドール（1976年）
  - 47：テイチク（1980年）

| #  | 発売日         | 曲順 | タイトル                     | 作詞           | 作曲                 | 編曲         | 規格品番 |
| -- | -------------- | ---- | ---------------------------- | -------------- | -------------------- | ------------ | -------- |
| 1  | 1953年         | A面  | 村の駅長さん                 | 米山正夫       | 米山正夫             | 松尾健司     | C-197    |
| 1  | 1953年         | B面  | 風にゆれるレイの花           | 野村俊夫       | 米山正夫             | 米山正夫     | C-197    |
| 2  | 1954年 3月     | A面  | ママの思い出                 | 米山正夫       | 米山正夫             | 川上義彦     | A-1907   |
| 2  | 1954年 3月     | B面  | 芝刈りローラーの歌           | 米山正夫       | 米山正夫             | 川上義彦     | A-1907   |
| 3  | 1954年 5月     | A面  | 雨に唄えば                   | 門田ゆたか     | N.H.Brown            | 馬渡誠一     | JL-58    |
| 3  | 1954年 5月     | B面  | 三匹の子豚                   | 門田ゆたか     | F.Churchill          | 冨田勲       | JL-58    |
| 4  | 1954年 6月     | A面  | グッド・モーニング青い空     | 原六朗         | 原六朗               | 松尾健司     | C-256    |
| 4  | 1954年 6月     | B面  | レモンと卵                   | 原六朗         | 原六朗               | 松尾健司     | C-256    |
| 5  | 1954年 6月     | A面  | 母恋人形                     | 木下忠司       | 木下忠司             | 井桁三郎     | A-2057   |
| 5  | 1954年 6月     | B面  | 母の呼ぶ声                   | 木下忠司       | 木下忠司             | 井桁三郎     | A-2057   |
| 6  | 1954年 12月    | A面  | ニャンニャンワルツ           | 原六朗         | 原六朗               | 原六朗       | C-297    |
| 6  | 1954年 12月    | B面  | 陽気な水兵さん               | 原六朗         | 原六朗               | 松尾健司     | C-297    |
| 7  | 1955年 2月     | A面  | ビルマに眠るお父さま         | 村越利一良     | 米山正夫             | 米山正夫     | C-311    |
| 7  | 1955年 2月     | B面  | 仔馬の誕生日                 | 米山正夫       | 米山正夫             | 米山正夫     | C-311    |
| 8  | 1956年 9月     | A面  | トモ子の南極探検             | 中地清         | 原六朗               | 原六朗       | C-406    |
| 8  | 1956年 9月     | B面  | 私の日記帳                   | 原六朗         | 原六朗               | 原六朗       | C-406    |
| 9  | 1956年 9月     | B面  | ワカメちゃん                 | 原六朗         | 原六朗               | 松尾健司     | A-2612   |
| 10 | 1956年 12月    | A面  | お誕生日の歌                 | 丘灯至夫       | M.J.Hill P.S.Hill    | 冨田勲       | CP-21    |
| 10 | 1956年 12月    | B面  | 私の誕生日                   | 丘灯至夫       | 冨田勲               | 冨田勲       | CP-21    |
| 11 | 1957年 3月     | A面  | 悦ちゃん                     | 原六朗         | 原六朗               | 原六朗       | A-2718   |
| 11 | 1957年 3月     | B面  | ママ                         | 原六朗         | 原六朗               | 原六朗       | A-2718   |
| 12 | 1957年 3月     | B面  | 夕焼がらす                   | 石本美由起     | 上原げんと           | 上原げんと   | A-2726   |
| 13 | 1957年 5月     | B面  | 潮来船                       | 関沢新一       | 船村徹               | 福田正       | A-2781   |
| 14 | 1957年 7月     | A面  | とも子の十手さん             | 久保清志       | 冨田勲               | 冨田勲       | C-452    |
| 14 | 1957年 7月     | B面  | とも子の子守歌               | 久保清志       | 冨田勲               | 冨田勲       | C-452    |
| 15 | 1957年 9月     | B面  | あんころ小坊主               | 加藤省吾       | 堀江貞一             | 堀江貞一     | C-466    |
| 16 | 1957年 10月    | A面  | ジングル・ベル               | 丘灯至夫       | J.Pierpont           | 堀江貞一     | C-473    |
| 17 | 1958年 1月     | A面  | パパ・ママ・ソング           | 獅子文六       | 原六朗               | 原六朗       | C-479    |
| 17 | 1958年 1月     | B面  | 赤い風船                     | 松島トモ子     | 原六朗               | 原六朗       | C-479    |
| 18 | 1958年 3月     | A面  | 靴が鳴る                     | 清水かつら     | 弘田龍太郎           | 堀江貞一     | CP-73    |
| 18 | 1958年 3月     | B面  | 七つの子                     | 野口雨情       | 本居長世             | 堀江貞一     | CP-73    |
| 19 | 1958年 3月     | A面  | はとぽっぽ                   | 文部省唱歌     | 文部省唱歌           | 佐々木すぐる | CP-74    |
| 19 | 1958年 3月     | B面  | 人形                         | 文部省唱歌     | 文部省唱歌           | 佐々木すぐる | CP-74    |
| 20 | 1958年 3月     | A面  | お猿のかごや                 | 山上武夫       | 海沼實               | 海沼實       | CP-75    |
| 20 | 1958年 3月     | B面  | 汽車ぽっぽ                   | 富原薫         | 草川信               | 海沼實       | CP-75    |
| 21 | 1958年 8月     | A面  | 快傑黒頭巾                   | 丘灯至夫       | 船村徹               | 船村徹       | A-3073   |
| 22 | 1958年 12月    | A面  | こだまの山                   | 高田三九三     | 不詳                 | 冨田勲       | SC-1     |
| 22 | 1958年 12月    | B面  | アルプスのふもと             | 高田三九三     | 不詳                 | 冨田勲       | SC-1     |
| 23 | 1960年 4月     | A面  | 赤い帽子白い帽子             | 武内俊子       | 河村光陽             | 海沼實       | SC-28    |
| 24 | 1960年 9月     | A面  | ピンク・シュー・レーセス     | 関沢新一       | M.Grant              | 小林郁夫     | SA-451   |
| 24 | 1960年 9月     | B面  | スイート・ピーの嘆き         | 三浦康照       | 小林郁夫             | 小林郁夫     | SA-451   |
| 25 | 1960年 12月    | A面  | 夢のナポレターナ             | みナみカズみ   | O.Gautschi V.Panzuti | 小林郁夫     | SA-507   |
| 25 | 1960年 12月    | B面  | パイナップル・プリンセス     | みナみカズみ   | Sherman              | 小林郁夫     | SA-507   |
| 26 | 1961年 3月     | A面  | 十五本のキャンドル           | 関沢新一       | 米山正夫             | 狛林正一     | SA-544   |
| 26 | 1961年 3月     | B面  | サンタルチャチャチャ         | みナみカズみ   | 小林郁夫             | 小林郁夫     | SA-544   |
| 27 | 1961年 4月     | B面  | 汽車ポッポのタンゴ           | みナみカズみ   | E.Lucchina           | 小林郁夫     | SA-601   |
| 28 | 1961年 11月    | A面  | 谷間の灯ともし頃             | 水島哲         | J.Lyons S.Hart       | 小林郁夫     | SA-741   |
| 28 | 1961年 11月    | B面  | 峠の我が家                   | 水島哲         | アメリカ民謡         | 小林郁夫     | SA-741   |
| 29 | 1961年 12月    | A面  | シンデレラ                   | 漣健児         | P.Anka               | 小杉仁三     | SA-782   |
| 29 | 1961年 12月    | B面  | つめたい言葉                 | 漣健児         | A.Schroeder          | 小杉仁三     | SA-782   |
| 30 | 1962年 4月     | A面  | カッコーの森                 | 漣健児         | C.Mario              | 小林郁夫     | SA-853   |
| 31 | 1962年 5月     | B面  | 若い風の歌                   | 沖永良一       | 米山正夫             | 小杉仁三     | SA-894   |
| 32 | 1962年 7月     | A面  | 丘にのぼろう                 | 関沢新一       | 服部克久             | 服部克久     | SA-913   |
| 33 | 1962年 11月    | A面  | 眠りの森の物語               | 保富康午       | 福井利雄             | 福井利雄     | SA-999   |
| 33 | 1962年 11月    | B面  | 七人のボーイフレンド         | 保富康午       | 福井利雄             | 福井利雄     | SA-999   |
| 34 | 1962年 12月    | A面  | おもちゃのチャチャチャ       | 吉岡治         | 越部信義             | 越部信義     | BK-3001  |
| 35 | 1963年 1月     | A面  | シオジャケの歌               | 保富康午       | 岩河三郎             | 岩河三郎     | BK-3004  |
| 36 | 1963年 5月     | A面  | ティーンエイジ・ウェディング | 三浦康照       | K.Twomey             | 小杉仁三     | SAS-39   |
| 36 | 1963年 5月     | B面  | 夢のイタリア                 | ホセしばさき   | C.Bruhn              | 小杉仁三     | SAS-39   |
| 37 | 1963年 8月     | B面  | あしたの幸福                 | 秀樹淳一朗     | 山路進一             | 山路進一     | SAS-92   |
| 38 | 1964年 5月     | A面  | それだけがおねがいなのママ   | サトウハチロー | 宇野誠一郎           | 宇野誠一郎   | BK-3039  |
| 38 | 1964年 5月     | B面  | ほんとかしら                 | サトウハチロー | 宇野誠一郎           | 山屋清       | BK-3039  |
| 39 | 1965年 8月     | A面  | ニューヨークひとりぼっち     | 三浦康照       | 山屋清               | 山屋清       | JPS-17   |
| 39 | 1965年 8月     | B面  | 恋の太陽                     | 岩谷時子       | 高原哲               | 山屋清       | JPS-17   |
| 40 | 1965年 11月    | A面  | チム・チム・チェリー         | 三浦康照       | Sherman              | 山屋清       | JPS-26   |
| 40 | 1965年 11月    | B面  | 2ペンスを鳩に                | 三浦康照       | Sherman              | 山屋清       | JPS-26   |
| 41 | 1966年 2月     | A面  | 遥かなお父さま               | 三浦康照       | 三枝伸               | 森岡賢一郎   | JPS-33   |
| 41 | 1966年 2月     | B面  | 真珠                         | 三枝伸         | 三枝伸               | 森岡賢一郎   | JPS-33   |
| 42 | 1967年 12月    | A面  | ひとりで恋して               | 古野哲哉       | 鈴木征一             | 河村利夫     | SAS-1004 |
| 42 | 1967年 12月    | B面  | 別れられなくなっちゃった     | 古野哲哉       | 山本丈晴             | 河村利夫     | SAS-1004 |
| 43 | 1971年 2月     | A面  | コーヒーと仔犬               | 藤公之介       | 都倉俊一             | 馬飼野俊一   | AS-1041  |
| 43 | 1971年 2月     | B面  | 独占                         | 藤公之介       | 都倉俊一             | 馬飼野俊一   | AS-1041  |
| 44 | 1971年 9月     | A面  | 白い色が好きな娘             | 橋本淳         | 筒美京平             | 筒美京平     | AS-1088  |
| 44 | 1971年 9月     | B面  | バラひと枝と友だち二人       | 橋本淳         | 筒美京平             | 筒美京平     | AS-1088  |
| 45 | 1972年 3月     | A面  | こどもの眼                   | 阿久悠         | 森田公一             | 森田公一     | AS-1125  |
| 45 | 1972年 3月     | B面  | 明日の午後ならいいわ         | 阿久悠         | 森田公一             | 森田公一     | AS-1125  |
| 46 | 1976年 12月    | A面  | ふるさとの四季               | 北原たけし     | 伊部晴美             | 伊部晴美     | DQ-1006  |
| 46 | 1976年 12月    | B面  | なんだべ坂の七ふしぎ         | 北原たけし     | 伊部晴美             | 伊部晴美     | DQ-1006  |
| 47 | 1980年 2月25日 | A面  | ホアンホアンとカンカン       | 曽我部博士     | 岡本道夫             | 甲斐正人     | RS-3001  |
| 47 | 1980年 2月25日 | B面  | パンダのマーチ               | 曽我部博士     | 岡本道夫             | 甲斐正人     | RS-3001  |

#### デュエット・シングル
| 発売日      | デュエット | 曲順 | タイトル                        | 作詞       | 作曲         | 編曲         | 規格品番 |
| ----------- | ---------- | ---- | ------------------------------- | ---------- | ------------ | ------------ | -------- |
| 1954年 8月  | 吉利公男   | A面  | たん子たん吉珍道中              | 宮崎博史   | 冨田勲       | 冨田勲       | C-270    |
| 1954年 8月  | -          | B面  | たん子の馬子唄 (歌：松島トモ子) | 宮崎博史   | 米山正夫     | 米山正夫     | C-270    |
| 1955年 5月  | 小畑やすし | A面  | 赤いカンナの花咲けば            | 西條八十   | 古関裕而     | 古関裕而     | A-2289   |
| 1955年 5月  | -          | B面  | トモ子の花売娘 (歌：松島トモ子) | 西條八十   | 古関裕而     | 古関裕而     | A-2289   |
| 1956年 5月  | 青木光一   | A面  | 潮来の兄妹                      | 丘灯至夫   | 平川英夫     | 平川英夫     | A-2527   |
| 1956年 5月  | 中島孝     | A面  | 杉作太鼓                        | 石本美由起 | 万城目正     | 松尾健司     | A-2568   |
| 1956年 11月 | 市村俊幸   | A面  | 子ぶたのクリスマス              | 丘灯至夫   | O.Haldeman   | 冨田勲       | C-5007   |
| 1957年 3月  | 市村俊幸   | A面  | 親子花見おどり                  | 丘灯至夫   | 岩河三郎     | 岩河三郎     | CP-56    |
| 1958年 6月  | デン助     | B面  | トモ子とデン助                  | 大宮敏充   | 木下忠司     | 木下忠司     | CP-91    |
| 1960年 3月  | 高野政次   | A面  | とうといお子さま お生れになった | 西條八十   | 佐々木すぐる | 佐々木すぐる | C-561    |

### 企画シングル
- レーベル：日本マーキュリー

| 発売日 | 曲順 | タイトル       | 作詞     | 作曲   | 規格品番 |
| ------ | ---- | -------------- | -------- | ------ | -------- |
| 1957年 | B面  | てっちゃんの歌 | 宮崎博史 | 冨田勲 | M2245    |
| 1957年 | B面  | てっちゃんの歌 | 宮崎博史 | 冨田勲 | M2246    |

### アルバム
| 発売日        | タイトル                | レーベル   | 規格 | 規格品番       |
| ------------- | ----------------------- | ---------- | ---- | -------------- |
| 1958年8月     | トモ子ちゃんの童謡集    | コロムビア | LP   | KK-53          |
| 1976年10月    | 家をでるとき            | ポリドール | LP   | MR-3018        |
| 1987年5月1日  | 心に残る うたの贈りもの | 東芝EMI    | LP   | TP-80203       |
| 1987年5月1日  | 心に残る うたの贈りもの | 東芝EMI    | CD   | CA30-1420      |
| 2014年5月21日 | 決定盤 松島トモ子大全集 | コロムビア | CD   | COCP-38509〜10 |

### タイアップ曲
| 年     | 楽曲                 | タイアップ                                                       |
| ------ | -------------------- | ---------------------------------------------------------------- |
| 1954年 | ママの思い出         | 映画『花祭底抜け千一夜』主題歌                                   |
| 1954年 | 母恋人形             | 映画『母恋人形』主題歌                                           |
| 1955年 | 赤いカンナの花咲けば | 映画『赤いカンナの花咲けば』主題歌                               |
| 1955年 | 杉作太鼓             | 映画『鞍馬天狗』主題歌                                           |
| 1956年 | ワカメちゃん         | 映画『サザエさん』劇中歌                                         |
| 1957年 | 夕焼けがらす         | 映画『こけし子守唄』主題歌                                       |
| 1957年 | 潮来船               | 映画『船頭姉妹』主題歌                                           |
| 1957年 | てっちゃんの歌       | かねてつ蒲鉾（現：カネテツデリカフーズ）CMソング                 |
| 1958年 | こだまの山           | 映画『アルプスの少女』主題歌                                     |
| 1958年 | アルプスのふもと     | 映画『アルプスの少女』主題歌                                     |
| 1958年 | 快傑黒頭巾           | 映画『快傑黒頭巾』主題歌                                         |
| 1965年 | チム・チム・チェリー | 映画『メリー・ポピンズ』主題歌                                   |
| 1965年 | 2ペンスを鳩に        | 映画『メリー・ポピンズ』主題歌                                   |
| 1976年 | ふるさとの四季       | 東京12チャンネル系アニメ『まんがふるさと昔話』オープニングテーマ |
| 1976年 | なんだべ坂の七ふしぎ | 東京12チャンネル系アニメ『まんがふるさと昔話』エンディングテーマ |